# Erodium fallax
Erodium fallax là một loài thực vật có hoa trong họ Mỏ hạc. Loài này được Jord. mô tả khoa học đầu tiên năm 1849.